# Graser Nunatak
Graser Nunatak är en nunatak i Antarktis. Den ligger i Västantarktis. Argentina, Chile och Storbritannien gör anspråk på området. Toppen på Graser Nunatak är 1 507 meter över havet.
Terrängen runt Graser Nunatak är en högslätt.  Trakten är obefolkad. Det finns inga samhällen i närheten.